# Васильева, Евгения Николаевна
Евге́ния Никола́евна Васи́льева (род. 20 февраля 1979, Ленинград) — бывшая чиновница Министерства обороны Российской Федерации, ставшая фигурантом коррупционного скандала. Действительный государственный советник Российской Федерации 3 класса. Почётный член Российской академии художеств (2020). Доктор искусствоведения, кандидат юридических наук.
Начальник Департамента имущественных отношений Министерства обороны России (2010—2011). Руководитель аппарата Минобороны (2011—2012). Занимала пост члена совета директоров ОАО «Оборонсервис», кавалер ордена Почёта (2012).
Получила известность осенью 2012 года в связи с коррупционным скандалом в оборонном министерстве, ставшим причиной отставки министра Анатолия Сердюкова. За время следствия и судебного процесса по делу «Оборонсервиса» Васильева превратилась в одну из популярных российских медиа-фигур. Как художница стала известной после проведения перфоманса «Тапочки».
8 мая 2015 года Васильева приговорена судом к 5 годам лишения свободы в колонии общего режима за мошенничество. Свою вину Васильева не признала. По официальным данным, отбывала наказание с 8 мая по 23 июля 2015 года в московском СИЗО, затем 34 дня в колонии во Владимирской области. В срок заключения засчитано также пребывание под домашним арестом с 23 ноября 2012 года по 8 мая 2015 года. В 2015 году освобождена и покинула колонию по решению суда немедленно, в тот же день.
В своей художественной деятельности Васильева использует свое сокращенное имя — EVA, составленное из первых букв имени и фамилии. Получила известность как художница, искусствовед, куратор, критик. Выпустила более 20 художественных монографий, посвящённых современному искусству в различных направлениях, приняла участие во многих международных выставках. Работы Васильевой вошли в личную коллекцию Пьера Кардена, в коллекцию музея Джибеллина, в коллекцию епархиального музея Кальтаджироне, в коллекцию государственного музея изобразительных искусств Республики Татарстан, в коллекцию Национального музея Республики Башкортостан, в коллекцию Башкирского государственного художественного музея имени М. В. Нестерова, в коллекцию Центрального духовного управления мусульман России. Русский музей в 2016 году оценил картины Васильевой как не соответствующие собирательной практике учреждения.
С 28 июня 2022 года находится под персональными санкциями США.

## Биография

### Происхождение
Евгения Васильева — единственная дочь предпринимателя Николая Анатольевича Васильева (род. 25 октября 1954) и Людмилы Иосифовны Васильевой (род. 20 мая 1956). Евгения росла в весьма обеспеченной семье — отец Васильевой является совладельцем компаний, изготавливающих и поставляющих оптоволоконные кабели и пластмассовые трубы (ЗАО «Пластком», ЗАО «ОКС 01»). Компания изготавливает продукцию для крупнейших операторов, таких как ОАО «Ростелеком», компании «ТрансТелеКом», ОАО «Вымпелком», ООО «СЦС Совинтел», ОАО «Северо-Западный Телеком».
В 2001 году Васильева с красным дипломом окончила юридический факультет Санкт-Петербургского государственного университета. После окончания вуза занималась строительной, риэлтерской деятельностью, работала юрисконсультом в различных коммерческих организациях. Впоследствии министр обороны РФ Сердюков, у которого в подчинении работала Васильева, утверждал, что она обладает «хорошими организаторскими способностями».
В 2006 году Васильева переехала в Москву и устроилась в строительно-инвестиционную компанию «СХолдинг». В марте 2007 года на международной выставке недвижимости MIPIM в Каннах познакомилась с тогдашним первым заместителем мэра Москвы, руководителем столичного стройкомплекса Владимиром Ресиным.

### Профессиональная карьера
В 2007 году заняла должность генерального директора петербургского филиала московской строительной компании «СУ-155», параллельно возглавила петербургское ООО «Балтикстрой». Одновременно стала советником Ресина. С 2009 года — советник замруководителя администрации президента РФ Александра Беглова. В 2010 году перешла на работу в Минобороны РФ, где она стала сначала советником министра, затем — главой департамента имущественных отношений, а после этого — руководителем аппарата министра обороны. По словам Сердюкова, департамент «должен был возглавить человек с высокими деловыми качествами». Задекларированный доход Васильевой составил в 2011 году более 6 млн рублей. Газета «Коммерсант» назвала Сердюкова, который является соседом Васильевой по дому, близким другом.
С сентября 2011 года по январь 2012 года руководила аппаратом Минобороны. В начале 2012 года президент РФ Д. А. Медведев наградил Васильеву орденом Почёта.
В 2012 году Васильевой предъявлено обвинение по статье «мошенничество в особо крупном размере» (ч. 4 ст. 159 УК РФ). Свою вину Васильева так и не признала. В ходе разбирательства допрошенный в рамках дела свидетель Сердюков утверждал, что действия Васильевой не нанесли ущерба государству. Согласно материалам дела, Васильева вместе с другими лицами причастна к хищению имущества дочерних структур холдинга «Оборонсервис». Дело «Оборонсервиса» привело к отставке министра обороны Сердюкова. Некоторые СМИ связывают отставку Сердюкова с его романом с Васильевой, ради которой он развёлся со своей женой Юлией Похлебениной, дочерью близкого соратника Путина, бывшего премьер-министра Виктора Зубкова.
В ноябре 2012 года Васильева перенесла небольшую операцию и находилась в больнице. По утверждению адвоката Васильевой Хасан-Али Борокова, из-за нервных потрясений во время следствия Евгения потеряла ребёнка.
8 мая 2015 года Васильева признана виновной в мошенничестве при продаже активов Минобороны и приговорена к 5 годам лишения свободы в колонии общего режима, взята под стражу в зале суда.
25 августа 2015 года районный суд по месту нахождения колонии принял решение о немедленном условно-досрочном освобождении после ходатайств адвокатов и положительной характеристики от администрации колонии. С освобождением Васильеву поздравил Михаил Ходорковский, написав об этом в своем твиттере.
В июне 2018 года окончила с красным дипломом магистратуру Факультета искусств МГУ по направлению «искусствоведение». По словам декана факультета искусств, Александра Лободанова, Васильева «работу блестящую написала по окончании магистратуры». В том же году окончила с отличием программу дополнительного профессионального образования Британской школы дизайна по направлению «современное искусство». В 2021 окончила с отличием магистратуру Британского Открытого колледжа искусств (OCA).
В 2020 году Васильевой было присуждено звание почётного члена РАХ.
В 2023 году защитила кандидатскую диссертацию на тему «Нравственные основания взаимодействия права и искусства в цивилистической теории». В 2024 году ей была присуждена учёная степень доктора искусствоведения за работу над диссертацией «Рациональные и иррациональные основания взаимодействия искусства, философии и права».
Воспитывает троих детей. В 2018 году по решению суда зарегистрирована матерью ребёнка, рождённого по программе суррогатного материнства.

## Международные санкции
С 28 июня 2022 года, в связи со вторжением России на Украину, попала под санкции США и Украины как супруга Анатолия Сердюкова, связанного с госкомпанией «Ростех». 19 августа 2022 года попала в санкционный список Канады «приближенных российского режима которые являются соучастниками агрессии российского режима против Украины». С 19 октября 2022 года находится в санкционном списке Украины.

## Уголовные дела

### Следствие
Ранним утром 25 октября 2012 года в 4-комнатной квартире Васильевой в Молочном переулке, где в это время находился и Анатолий Сердюков, был произведён обыск по делу «Оборонсервиса». «Помимо документов, имеющих значение для дела, у неё изъято более трёх миллионов рублей, предметы антиквариата, несколько десятков картин, большое количество драгоценностей и ювелирных изделий», — пояснил представитель СК РФ В. Маркин. Евгения Васильева якобы взяла из запасников Минобороны картины Шишкина и Левитана. Это прокомментировал экс-министр обороны Анатолий Сердюков заявив, что прокурорская проверка, проведенная в министерстве обороны, не выявила пропажи ни одной картины.
В ходе расследования Евгения Васильева была освобождена от должности в Минобороны РФ.
13 ноября 2012 года на телеканале «Россия-1» был показан документальный фильм-расследование Аркадия Мамонтова «Коррупция» о финансовых махинациях в Минобороны РФ. Было сказано, что зарплата Васильевой на посту начальника департамента имущественных отношений Минобороны составляла 5 млн рублей. Кроме этого, в случае продажи госимущества при её участии Васильева получала премии в размере от 1,5 до 2 млн рублей. Чиновница, по утверждениям автора фильма, является обладательницей 13-комнатной квартиры в элитном районе «Золотая миля» между улицами Пречистенка и Остоженка в центре Москвы. Приблизительная стоимость этого жилища, расположенного по адресу Молочный переулок, дом 6, квартира 4 оценена примерно в 10 миллионов долларов. По данным отца Евгении Н. А. Васильева, объявленным им в интервью печатным и электронным СМИ, жилая площадь квартиры составляет 118,8 м², в ней 4 комнаты, была приобретена в начале 2010 года за 44,5 млн рублей. Согласно общедоступным данным ЕГРП площадь квартиры составляет 192 м².
В ходе обысков по уголовному делу, как отмечалось в документальном фильме, из квартиры Васильевой изъяты более 1,5 тыс. ювелирных изделий. Газета «Комсомольская правда», ссылаясь на свои источники, пишет, что при обыске изъяли 51 тысячу драгоценных камней и 19 кг золота.
23 ноября 2012 года Васильевой предъявлено обвинение по статье «мошенничество в особо крупном размере» (ч. 4 ст. 159 УК РФ). Адвокаты Евгении Васильевой сообщили, что прокуратура должна снять все обвинения с их клиентки, заявив, что «нет ни одного доказательства, изобличающего Васильеву». Подозреваемая задержана сотрудниками ФСБ, Хамовнический суд отказался освободить Васильеву под залог в 15 млн руб и избрал ей меру пресечения в виде домашнего ареста. Согласно материалам дела, Васильева вместе с другими лицами причастна к хищению имущества дочерних структур холдинга «Оборонсервис» на общую сумму более 360 млн руб. Обвиняемая отказалась признать свою вину и сотрудничать со следствием. Экс-министр обороны Анатолий Сердюков на суде подтвердил невиновность Васильевой, несколько раз заверив, что, по его мнению, подсудимая никогда его не обманывала и, в частности, не вводила в заблуждение относительно продававшихся министерством обороны объектов. Из суда домой Васильева, ещё летом уволенная из военного ведомства, была привезена на чёрной «Волге» с мигалкой и номерными знаками Министерства обороны РФ.
Согласно материалам уголовного дела, попавшим на этапе расследования в распоряжение прессы, Васильева, выполняя управленческие функции в ОАО «Оборонсервис», совершала тяжкие преступления «путём обмана и злоупотребления доверием, вводя в заблуждение руководство Минобороны России».

Для реализации преступного замысла Васильева Е. Н. привлекла свою знакомую Сметанову Е. Ф., которой надлежало учредить коммерческую организацию и под видом оказания агентских услуг подыскивать «нужного» покупателя реализуемого имущества, а, кроме того, через подконтрольные ей фирмы приобретать по заниженным ценам наиболее ликвидные объекты и предприятия в пользу Васильевой Е. Н. и иных лиц.
— Из постановления о привлечении в качестве обвиняемого по уголовному делу № 29/00/0039-12 от 23 ноября 2012 года

Несмотря на предъявленные обвинения, экс-министр обороны Анатолий Сердюков, проходивший как свидетель, заявил, что Васильева на своей должности проводила большой объём работы, принимала участие во введении электронного делооборота, а также продавала избыточное имущество министерства и «ненужные ведомству предприятия, многие из которых находились на грани банкротства». Экс-министр также уточнил, что этот вопрос был тщательно проработан.
27 ноября 2013 года в интервью Ксении Собчак на телеканале Дождь Васильева опровергла вменяемые ей обвинения
12 декабря 2012 года, находясь под домашним арестом, Васильева обратилась в Хамовнический суд с просьбой разрешить ей проживать совместно с бывшим министром обороны А. Сердюковым в квартире д. 67 по улице Косыгина в Москве. Суд в удовлетворении этого ходатайства отказал, однако смягчил условия домашнего ареста: Васильева получила возможность видеться не только с родственниками, но и с А. Сердюковым, поскольку он не является фигурантом уголовного дела, а также пользоваться интернетом.
В марте 2013 года следствие наложило арест на три квартиры Васильевой в Москве и Санкт-Петербурге, её дом в Ленинградской области, а также нежилое помещение в центре Москвы. В целях контроля перемещений подследственной на её правую ногу надет электронный браслет, а в квартире установлены спецсредства. 20 марта 2013 года суд продлил срок домашнего ареста Васильевой до 23 мая.
27 марта 2013 Васильевой предъявлено обвинение в хищении акций ОАО «31 Государственный проектный институт специального строительства» на сумму более 190 млн руб.
11 апреля 2013 Главная военная прокуратура объявила, что Васильева причастна к незаконной передаче в аренду земли Минобороны РФ в Ленинградской области с нанесением ущерба государству в 1 млрд руб.
28 мая 2013 стало известно, что в отношении Васильевой возбуждено новое уголовное дело — по статье «Превышение должностных полномочий, повлекшее тяжкие последствия». Васильевой вменяется в вину продажа по заниженной стоимости нескольких объектов недвижимости и земельных участков в Санкт-Петербурге, принадлежавших Минобороны РФ.
25 июня 2013 года появилась информация, что Васильева подозревается ещё в ряде афер с имуществом Минобороны РФ на общую сумму 600 млн рублей.
20 июля 2013 года стало известно, что Главное военное следственное управление (ГВСУ) СКР возбудило ещё одно уголовное дело, имеющее отношение к Васильевой и Сердюкову. Расследуется незаконный вывод из ведения военного ведомства 613 га земли в Ленинградской области. Ущерб от аферы превысил 1 млрд руб. Однако по заявлению Анатолия Сердюкова «от работы Васильевой не было никакого ущерба, не было никаких продаж по заниженным стоимостям… был только доход».
25 июля 2013 года постановлением суда арестован банковский счёт Васильевой.
4 октября 2013 года стало известно, что Васильевой предъявлено обвинение в окончательной редакции. Ей вменяется в вину 12 эпизодов, по четырём статьям — ст.ст. 159, 174, 285 и 286 УК РФ (мошенничество, легализация преступных средств, превышение и злоупотребление должностными полномочиями). По совокупности Васильевой грозит до 12 лет лишения свободы.
В ноябре 2013 года Васильева написала открытое письмо для прессы и российской общественности. В нём она заявила, что невиновна ни по одному из 12 эпизодов, которые ей предъявляют, никакой преступной группы нет, а её пугали тюрьмой, чтобы выбить показания против экс-министра обороны Сердюкова. «Никакие обстоятельства не заставят меня опорочить и оболгать бывшего министра обороны РФ и своих бывших коллег по работе», — сообщила Васильева в письме. Комментируя слова обвиняемой, официальный представитель Следкома РФ В. Маркин счёл, что Васильева таким способом, нарушая установленные судом ограничения, подаёт сигналы сообщникам, а гуманность следствия ошибочно воспринимается ею как слабость или неуверенность. При этом, многие иностранные СМИ обращают внимание, что реформы Сердюкова за время его работы в правительстве были крайне эффективны и достойны похвалы, а скандал вокруг «Оборонсервиса» имеет скрытые политические мотивы. Газета The Financial Times пишет, что Сердюков «успел обзавестись и рядом врагов среди своих бывших коллег, представляющих интересы российской оборонной индустрии, оскорбленных его несговорчивостью в вопросе раздутых цен на вооружения».
14 декабря 2013 года в телевизионной программе Марианны Максимовской на REN-TV Васильева заявила об абсурдности обвинений, выдвинутых в её адрес.
В июне 2014 года следствие арестовало имущество Васильевой на 450 млн рублей: банковские счета, картины, ювелирные украшения, 6 объектов недвижимости.
В июне 2017 года Следственный комитет России заявил о том, что расследование по делу Васильевой продолжается. Некоторые наблюдатели считали, что дело «Оборонсервиса» и уголовное преследование Васильевой связано с обострением семейных отношений бывшего главы Минобороны Сердюкова со своей женой Юлией Зубковой (дочерью экс-главы Правительства РФ Виктора Зубкова) из-за внебрачной связи с Евгенией.
Владимир Путин, комментируя процесс, заявил: «Дело [Оборонсервиса] будет доведено до конца. Но это не значит, что мы должны из политических соображений, для того, чтобы красиво выглядеть перед возмущенными гражданами, любой ценой засадить их [подозреваемых] за решетку. Не надо нам возвращаться к этому мрачному периоду — к 37-му году».

### Суд и приговор
1 июля 2014 года в Пресненском суде Москвы началось рассмотрение дела по существу. Слушание под председательством судьи Татьяны Васюченко продолжалось более 10 месяцев. В Пресненском райсуде Москвы, на слушаниях по делу ОАО «Оборонсервис», дал показания экс-министр обороны Сердюков, который отметил, что доверял Васильевой, доволен её работой и был в курсе сделок с активами Минобороны, которые, по его мнению, были законными.
Несмотря на то, что сторона обвинения запрашивала для подсудимой условный срок, 8 мая 2015 года Васильева признана виновной в мошенничестве при продаже активов Минобороны и приговорена к 5 годам лишения свободы в колонии общего режима, взята под стражу в зале суда. Свою вину Васильева не признала. С учётом пребывания под домашним арестом Васильевой предстояло отбыть ещё 2,5 года. С Васильевой и четырёх других фигурантов дела — Ю. Грехнева, М. Закутайло, И. Егоровой, Л. Егориной, также получивших реальные сроки, — суд солидарно взыскал более 215 млн руб.. Установленная судом сумма ущерба, который причинила государству непосредственно Васильева, составила почти 647 млн рублей. Приговор вынесен по выделенным из основного дела 12 эпизодам преступной деятельности.
Первичное обжалование было заявлено адвокатами в установленный срок. Однако в июле 2015 года стало известно, что жалоба отозвана, приговор вступил в законную силу.
После приговора была заключена в следственный изолятор № 6 в Печатниках. 23 июля 2015 года, по сообщениям ФСИН, этапирована в женскую колонию во Владимирской области. 7 августа официально объявлено, что Васильева отбывает наказание в исправительной колонии № 1 (ИК-1) в посёлке Головино Владимирской области.
25 августа 2015 года районный суд по месту нахождения колонии принял решение о немедленном условно-досрочном освобождении после ходатайств адвокатов и положительной характеристики от администрации колонии. Несмотря на установленный 10-дневный срок вступления судебных решений в законную силу, Васильева была освобождена в тот же день; уже в 15:10 вышла на свободу; «на 2 года 2 месяца и 28 дней раньше окончания установленного приговором пятилетнего срока». Чиновнице вернули 36 картин, проходивших по делу в качестве вещественных доказательств.
1 апреля 2017 года публиковалась информация, что Васильевой вернули всё арестованное имущество, включая шесть квартир и более тысячи экземпляров ювелирных украшений связи с тем, что она возместила нанесённый государству ущерб. Следственный комитет РФ уточнил, что арест был снят после проведения экспертизы имущества Васильевой лишь с картин — как не представляющих художественной ценности.

### Реакция
25 августа 2015 года районный суд, где находится колония, удовлетворил ходатайство об условно-досрочном освобождении Васильевой, которая, как объявлено, возместила ущерб за всех участников процесса в размере около 200 миллионов рублей. Нужную сумму внёс отец экс-чиновницы, крупный бизнесмен, вследствие чего они получили право на условно-досрочное освобождение (УДО).
Освобождение Васильевой, проведшей в колонии всего 34 дня, вызвало волну критики общественности, правозащитных кругов и среди заключённых, отбывающих наказание в России и годами добивающихся УДО на общих основаниях. «Разделение следствия и судопроизводства на два уровня — „элитное“ и „для всего остального народа“ — бьёт по авторитету судебно-правоохранительной системы и подрывает у граждан страны веру в справедливость», — прокомментировала событие Уполномоченный по правам человека в России Элла Памфилова в специальном заявлении по поводу досрочного сверх меры освобождения Васильевой. К ситуации вокруг Васильевой, делу «Оборонсервиса», в ходе которого высокопоставленным преступникам удалось уйти от ответственности, проблемам привилегированного судопроизводства привлечено внимание Совета безопасности России.
Проведённый Левада-Центром социологический опрос показал, что 8 % россиян относятся к освобождению Васильевой положительно, 70 % — отрицательно.
Общественная палата РФ обратилась в Верховный суд РФ с просьбой проверить предыдущую деятельность судьи И. Галагана, освободившего осуждённую Васильеву. Аналогичное обращение прокуратура направила в Следственный комитет РФ.
7 июля 2018 года указом президента судья Илья Галаган пошёл на повышение и стал судьей Владимирского областного суда.

## Творчество
С юности пишет стихи, издала книгу любовной лирики тиражом в 500 экз. Стихи звучали в передаче телеканала НТВ «Центральное телевидение». В 2013 году Васильева стала самым издаваемым поэтом в России: общий тираж, которым выходили её стихи, составил 2 млн 700 тыс. экземпляров, что превысило общий тираж произведений Пушкина в России за последние пять лет.
Под домашним арестом занялась живописью. В 2020 году Евгения Васильева была избрана почетным членом Российской академии художеств. Вице-президент Российской академии художеств Василий Церетели заявил, что «Евгения Васильева потрясающий, талантливый художник», а также, что «все выставки Евгении проходили очень успешно». Председатель Правления Московского Союза художников России Виктор Глухов также подчеркивал, что Евгения Васильева «потрясающий, замечательный художник».
Искусствовед Елизавета Плавинская утверждает, что Васильева выделяется из ряда других российских художников своим подходом к тому, что можно сделать с помощью современного искусства. По её словам когда Евгения Васильева работает с тем или иным медиа получаются невероятные результаты. Искусствовед также считает, что «нам всем очень повезло, что Евгения оказалась настолько талантливым человеком в изобразительном искусстве. Евгения могла бы забросить искусство, но то, что она продолжила практику и на таком высоком уровне — это редкое стечение обстоятельств».
Плавинская выделяет несколько признаков гениальности художника: большое количество знаковых и интересных произведений; обширность тем, к которым обращается художник; масштаб и разнообразие техник. По словам самой Плавинской: «Евгения работает во всех техниках. Её скульптуры часто вызывают интерес. Причем у неё под каждую есть свое высказывание, а не так, что она одну идею везде транслирует. Получается, что у неё такого масштаба личность, что ей всех техник мало».
В апреле 2014 году в московской галерее «Expo-88» состоялась персональная выставка Васильевой «Цветы из неволи». Отмечалось, что Васильева поразила искусствоведов своими картинами, и выставка получила положительные отзывы. Эксперты-искусствоведы, посетившие выставку «Цветы из неволи» были удивлены, как быстро Васильева освоила различные жанры и приёмы.
На настоящий момент[когда?] Васильева работает в различных жанрах — пост-авангард, абстракция, готика.
Провела перфоманс «Тапочки», который вызвал общественный резонанс. Сняла клип на песню «Ни за что». В обоих проектах звучали стихи собственного сочинения.
В сентябре 2014 года, будучи подсудимой, Васильева вступила в Международный художественный фонд. Членство в МХФ считается весьма престижным в мире искусств и требует обязательного высшего художественного образования, которое у Евгении на тот момент отсутствовало. По мнению галериста Ирины Филатовой, вступление в Фонд необходимо было Васильевой для пиара. Продвижением «художественного» имиджа Васильевой профессионально занимались член Международного художественного фонда, журналист и диссидент Игорь Дудинский и член Международной ассоциации искусствоведов Елизавета Плавинская.
Сам Дудинский, друг Васильевой, отрицает факт пиара с её стороны:"Первый поэтический сборник Женя издала за несколько лет до того, как начала работать в Минобороны. Картины она тоже писала всю жизнь. В студенческие годы даже училась в школе-студии известного питерского живописца".
С 2016 по 2018 год во время обучения в магистратуре МГУ и Британской Высшей школе дизайна Васильева участвовала в нескольких выставках, где представляла свои инсталляции, видеоработы, фото в области современного искусства. На выставке Виназавод. Open Васильева под сокращенным именем EVA представила проект «Правда о лжи». В рамках Art & Science day, организуемого фондом «Сколково», был представлен проект «Право на превосходство», где она продемонстрировала работы на стыке искусства и науки (сайнс-арт).
Работы проекта «Правда о лжи», посвящённые теме постмодернизма, были выставлены на факультете искусств Московского государственного университета, а также в Московском драматическом театре имени Ермоловой.
Выставка Васильевой «To the wonder», проходившая в городе Палермо, была признана официальным событием в рамках проекта «Палермо столица культуры».
Работы художницы вошли в коллекцию музея современного искусства города Джибеллина, включая видео работу «Смерть».
В начале 2019 года состоялось открытие выставки Васильевой в епархиальном музее города Кальтаджироне. Выставка была посвящена духовному поиску Абсолюта и получила восторженные отзывы от директора музея пресвитера Фабио Раймонди, заявившего, что «капелла Епархиального музея Кальтаджироне — самое достойное обрамление для Евы и её направлению к красоте».
Весной 2019 года работы Васильевой были выставлены в рамках выставки «Personal structures» в Palazzo Bembo в Венеции одновременно с Венецианской биеннале. Работы также участвовали в Лондонской биеннале искусств, которая была открыта Леди Софи, графиней Уэссекской. Также работы Васильевой выставлялись в рамках осенней выставки START в галерее Саатчи, где были приобретены Российским меценатом Кюри Усмановым
8 августа 2019 года открылась выставка «Око» в Москве в Государственном музее Востока. Выставка состояла из обработанных с помощью компьютерных программ фотографий, скульптурных композиций и видео-арта. Это первая музейная выставка художницы EVA в Москве. По словам куратора выставки, Юлии Вербицкой-Линник, «яркие, мощные работы» произвели на неё впечатление ещё на факультете искусств МГУ.
Осенью 2019 года работы Васильевой участвовали в групповой выставке «Form» в музее современного искусства CICA, в Южной Корее.
14 октября 2019 года в музее российского современного искусства POP UP MUSEUM при поддержке факультета искусств МГУ и Британской Высшей Школы Дизайна открылась вторая персональная музейная выставка Евгении Васильевой «Русь».
Осенью 2020 года меценат Кюри Усманов выставил фото работы Евгении Васильевой на благотворительном аукционе помощи детям, организованном Rolls-Royce. На аукционе работы проданы по цене дороже произведений Герхарда Рихтера. Русский музей в 2016 году вернул Васильевой подаренные ею картины как не соответствующие собирательной практике учреждения.
В 2020 Московский музей современного искусства (ММСИ) представил персональный проект Васильевой «Другое» и «погружающий в иные измерения, расширяющий привычную реальности посредством отражающих плоскостей электронных устройств». «Другое» — своеобразное размышление о взаимодействии человека с цифровым миром, о способах бесконечного существования в нём. Выставка получила положительные отзывы, посетители отметили, что «видеоинсталляции и другие новые медиа гармонично соседствуют с традиционными: живописью, скульптурой, графикой и аппликацией. Экспозиция выстроена так, что все произведения воспринимаются целостно, они крепко связаны друг с другом красной нитью, образуя Вселенную художника».
20 октября 2020 года в Екатеринбурге открылась выставка «Нонреализм или нереальная реальность» в галерее «Главный проспект». На выставке были представлены более 100 работ: графика, скульптура и живопись в готическом стиле. Выставочный проект стремится показать, что постоянный поиск истины в плюралистическом мире постмодерна обязателен для познания себя и своего места в мире, а искусство остается единственной реальной основой, на которую можно опереться, когда все вокруг постепенно претерпевает искажение, превращаясь в иллюзии. Выставка получила положительные отзывы, в частности учредитель галереи Олег Гусев заявил, что «выставка начинается с весьма простых вещей, а заканчивается очень серьёзными инсталляциями. Такого уровня у нас раньше не было».
3 декабря 2020 года в Казани в государственном музее изобразительных искусств был представлен проект «Иноземье». Проект посвящён стремлению человека уйти в мир гармонии и свободы посредством бегства от реальности в искусство. На выставке присутствовали вице-премьер Республики Татарстан Лейла Фазлеева и заместитель министра культуры Ленар Хакимзянов.
Васильева следующим образом описывает философскую основу своего проекта: «Я всю жизнь работала с правом — это область рационального знания. И когда в этой области я достигла определённых знаний, меня заинтересовала другая сторона жизни — иррациональная. Сейчас работаю на синтезе этих знаний, ищу новые смыслы. Много изучаю философию постмодернизма. Она отражает нашу жизнь: человек в современном мире окружен симулякрами, фантазмами, иллюзиями, штампами и копиями, похожими на реальность. Мы пребываем в заблуждении в рамках этого Зазеркалья. Мой проект „Иноземье“ о том, как найти правду в море лжи».
Выставка получила положительные отзывы от искусствоведов и представителей музея. В частности, директор музея изобразительных искусств Республики Татарстан Розалия Нургалеева заявила: «У нас открывается фотографическое подразделение, и я хочу просить у неё (Евгении Васильевой) всю черно-белую серию для нас. Это, конечно, слишком роскошно, но буду просить. Прям серию». Татьяна Ширяева отметила, что «это её [Васильевой] огромный труд, она человек, который всю энергетику изменения российской реальности, в том числе политической, экономической, через себя пропустил и нам на символическом уровне дает некий сгусток, сливки, мы можем на них посмотреть и через идеи постичь личный опыт, её личное художественное сознание, её внутреннюю духовную работу».
16 марта 2021 года в Научно-исследовательском музее Российской академии художеств в Санкт-Петербурге представлен художественный проект Васильевой «Весна», в котором автор, вдохновляясь темой весеннего возрождения и преображения, создает галерею образов в различных техниках: живопись, скульптура и цифровой фотоколлаж.
1 февраля 2022 при поддержке министерства культуры республики Башкортостан, Научно-исследовательского музея Российской академии художеств в Санкт-Петербурге и факультета искусств МГУ в Национальном музее Башкирии открылась выставка Васильевой «Бурзянская пчела». Министр культуры Башкирии Амина Шафикова заявила, что эта выставка — «это большой вклад в развитие бренда нашей республики».
13 сентября в Башкирском художественном музее имени М. В. Нестерова открылась выставка Евгении Васильевой, посвященная 160-летию со дня рождения Михаила Васильевича Нестерова. Открыла выставку министр культуры Башкортостана Амина Шафикова, которая заявила, что «выставка [Евгении Васильевой] — это тоже связь времен, эпох, взгляд в прошлое, которое дает отсчет вечности, это возможность остановиться, когда ты не знаешь куда идти, оглянуться назад и увидеть свой путь».
В ноябре 2024 года под кураторством академика Евгении Васильевой открылась выставка академика Ольги Тихоновой «На лоне».

## Публикации
Евгения Васильева является автором более 50 публикаций, в том числе:
- Право и искусство: грани взаимодействия // Пробелы в Российском законодательстве. — 2023. — № 1;
- Разработка концептуального подхода к созданию произведений искусства на основе метамодернистского понятия «осцилляция» // Современная наука: актуальные проблемы теории и практики. — 2020. — № 6;
- Восприятие современного искусства под влиянием ироничности и плюрализма эпохи постмодерна // Гуманитарные, социально-экономические и общественные науки. — 2020. — № 5;
- Взаимодействие современного искусства и науки // Культура и цивилизация. — 2020. — № 2A;
- Образы «Пяти доказательств существования Бога» в искусстве постмодерна на примере проекта «Пять» // Миссия конфессий. — 2020. — № 45;
- Описание процесса создания символов на основе понятий философии постмодерна // Контекст и рефлексия: философия о мире и человеке. — 2020. — № 3;
- Использование современных генно-инженерных подходов в современном искусстве на примере художественного проекта «Право на превосходство» // Культура и цивилизация. — 2020. — № 4;
- Возможности искусства на пути к преобразованиям // Евразийский юридический журнал. — 2020. — № 10;
- Эстетическая концепция государства как основа цивилизации будущего // Современная наука: актуальные проблемы теории и практики. — 2020. — № 10;
- Пути взаимодействия искусства и права в современном обществе // Вопросы российского и международного права". — 2020. — № 8.
- Концептуальность в современном искусстве / Е. Н. Васильева // Вестник Гжельского государственного университета. — 2023. — № 4. — С. 33-40.
- Искусство и правовое просвещение / Е. Н. Васильева // Искусство и образование. — 2023. — № 5. — С. 141—152.
- Поиск инновации в современном искусстве / Е. Н. Васильева // KANT: Social science & Humanities. — 2023. — № 4. — С. 37-43.
- Искусство и право как социокультурные феномены / Е. Н. Васильева // Bulletin of the International Centre of Art and Education. — 2023. — № 5. — С. 15-21.
- Роль и значение искусства в построении правового государства / Е. Н. Васильева // Вестник Гжельского государственного университета. — 2023. — № 5. — С. 36-48.
- Трандисциплинарность в современном искусстве / Е. Н. Васильева // Современная наука: актуальные проблемы теории и практики. Серия: Познание. — 2023. — № 10. — С. 5-9.
- Чувственные начала в научном познании истинного знания / Е. Н. Васильева // Искусство и образование. — 2023. — № 6. — С. 100—108.
- Искусство и правовое воспитание / Е. Н. Васильева // Bulletin of the International Centre of Art and Education. — 2023. — № 6-1. — С. 110—117.
- Искусство и право в их взаимодействии в структуре бытия / Е. Н. Васильева // Культурный код. — 2023. — № 4. — С. 52-60.
- Искусство и философия как формы самосознания культуры / Е. Н. Васильева // Вестник Московского государственного института музыки МГИМ имени А. Г. Шнитке. — 2023. — № 5. — С. 20-28.
- Взаимодействие искусства и философии / Е. Н. Васильева // Искусствоведение. — 2023. — № 4. — С. 53-64.
- Взаимодействие правовой культуры и искусства / Е. Н. Васильева // Наследие и современность. — 2023. — № 6 (4). — С. 404—410.
- Искусство и правовая гармония / Е. Н. Васильева // Культурное наследие России. — 2023. — № 4. — С. 42-47.
- Воззрение на мир искусства / Е. Н. Васильева // Bulletin of the International Centre of Art and Education. — 2023. — № 6-2. — С. 28-38.
- Новации и традиции в пространстве искусства / Е. Н. Васильева // Культура и цивилизация. — 2023. — Том 13, № 12А. — С. 94-102.
- Искусство как источник свободы человека / Е. Н. Васильева // Наследие и современность. — 2024. — Т. 7, № 1. — С. 48-55.

## Выставки
| Год  | Название выставки                    | Место проведения                                                                                  |
| ---- | ------------------------------------ | ------------------------------------------------------------------------------------------------- |
| 2025 | В поисках нелогичного                | Музей Фаберже                                                                                     |
| 2025 | Учитель                              | Музейно-выставочный комплекс Российской академии художеств «Галерея искусств Зураба Церетели»     |
| 2024 | Звук Тишины                          | Московский дом художника                                                                          |
| 2024 | Между пороком и добродетелью         | Московский Союз художников                                                                        |
| 2024 | Мы в восхищении                      | EVA gallery                                                                                       |
| 2024 | Стена                                | EVA gallery                                                                                       |
| 2024 | Правда о лжи                         | EVA gallery                                                                                       |
| 2022 | Время и вечность                     | Башкирский государственный художественный музей имени М. В. Нестерова                             |
| 2022 | Бурзянская пчела                     | Национальный музей Республики Башкортостан                                                        |
| 2021 | Плод                                 | ГК «Мать и дитя» Лапино-2                                                                         |
| 2021 | Весна                                | Научно-исследовательский музей Российской академии художеств                                      |
| 2020 | Иноземье                             | Галерея современного искусства ГМИИ РТ, Казань, Россия                                            |
| 2020 | Нонреализм или нереальная реальность | Международный центр искусств «Главный проспект», Екатеринбург, Россия                             |
| 2020 | Другое                               | Московский музей современного искусства, Москва, Россия                                           |
| 2019 | Русь                                 | Pop-up museum, Москва, Россия                                                                     |
| 2019 | Око                                  | Государственный музей Востока, Москва, Россия                                                     |
| 2019 | Lines of communication               | Diocesan museum of Caltagirone, Кальтаджироне, Италия                                             |
| 2019 | Form                                 | CICA museum, Кимпхо, Южная Корея                                                                  |
| 2019 | XII Florence biennale                | Fortessa di Basso, Флоренция, Италия                                                              |
| 2019 | Personal structures                  | Palazzo Bembo, Венеция, Италия                                                                    |
| 2019 | London art biennale                  | Chelsea Old Town Hall, Лондон, Англия                                                             |
| 2019 | GZ-Basel                             | An der Messe, Базель, Швейцария                                                                   |
| 2019 | Next Art Week in Greece              | Thessaloniki Exhibition Center, Салоники, Греция                                                  |
| 2019 | Russian art week in Israel           | Russian Cultural Centre in Tel Aviv, Тель-Авив, Израиль                                           |
| 2018 | Правда о лжи                         | Московский драматический театр имени М. Н. Ермоловой, Москва, Россия                              |
| 2018 | Правда о лжи                         | Факультет искусств, Московский государственный университет имени М. В. Ломоносова, Москва, Россия |
| 2018 | To the wonder                        | Palazzo Doebbing Museum, Сутри, Италия                                                            |
| 2018 | To the wonder                        | Residence Gallery, Лакост, Франция                                                                |
| 2018 | To the wonder                        | Spazio contemporaneo Agora, Палермо, Италия                                                       |
| 2018 | Право на превосходство               | Art & Science Day, Сколково, Россия                                                               |
| 2018 | Winzavod. Open                       | Центр современного искусства, Москва, Россия                                                      |
| 2018 | Дизайн next                          | ЦДХ, Москва, Россия                                                                               |
| 2015 | Ева в стране чудес                   | Выставочный зал Vauxhall Center, Москва, Россия                                                   |
| 2014 | Страсти по Евгении                   | Выставочный зал Vauxhall Center, Москва, Россия                                                   |
| 2014 | Жизнь за стеклом                     | Галерея Дрезден, Москва, Россия                                                                   |
| 2014 | Цветы из неволи                      | Галерея EXPO-88, Москва, Россия                                                                   |
| 2014 | Первый каталог третьего авангарда    | Зверевский центр современного искусства, Москва, Россия                                           |
| 2014 | Территория счастья                   | ЦДХ, Москва, Россия                                                                               |
| 2014 | Арлекинада                           | Галерея АЗ, Москва, Россия                                                                        |